# 西双版纳职业技术学院
22°00′13″N 100°47′12″E / 22.0034907°N 100.7867378°E
西双版纳职业技术学院，是中华人民共和国的一所全日制公办专科大学，位在云南省西双版纳傣族自治州首府景洪市。

## 历史
学校的历史最早可以追溯到民国25年（1936年）在佛海县（今勐海縣）成立的云南省立佛海简易师范学校；1946年，学校改建为佛海县立简易师范学校，直到1949年停止办学；中华人民共和国成立以后，雲南省人民政府委員會于1951年建立佛海初级师范学校；1954年6月，云南省教育厅批准学校更名为西双版纳初级师范学校，1956年，学校从勐海县迁往允景洪（今景洪市）:33；1965年9月，学校获准开办中等师范班；1972年8月，西双版纳州民族师范学校正式成立:814。2001年，经云南省人民政府批准、中华人民共和国教育部备案，西双版纳州民族师范学校与西双版纳广播电视大学、西双版纳教育学院:813三校合并成立西双版纳职业技术学院:267。学院成立后，又相继合并了西双版纳州财贸学校、卫生学校及农业学校等中等学校:602。
2019年10月22日，西双版纳职业技术学院本部由景洪市搬迁至同州勐腊县勐侖鎮新校区。

## 现况
西双版纳职业技术学院为一所综合性的职业大学，面向中国大陆及东南亚国家招收大专生；学校共开设大专专业34个、中专专业15个，分布在该校国际交流学院、师范学院、医学院、旅游财经学院、生命科学学院、中等职业教育中心、马克思主义学院、体育部、继续教育学院等9个院系内。其中学校的傣医专业成立于1986年，以后又成立大专班，发展历史悠久，学校也因此成为中华人民共和国首个有资格培养高等学历傣医人才的大学，更成立了该国第一个傣医医师资格考点。该校的应用泰语、应用老挝语也具有一定实力，并已经被列为云南省级重点专业。